# Ennomos duercki
Ennomos duercki is een vlinder uit de familie spanners (Geometridae). De wetenschappelijke naam is voor het eerst geldig gepubliceerd in 1958 door Reisser.
De soort komt voor in Europa.